# 舞鶴 (福岡市)
舞鶴（、ローマ字表記: Maizuru）は福岡県福岡市中央区の町名。現行の行政地名は舞鶴一丁目から三丁目まで。面積は23.51ヘクタール。2023年2月末現在の人口は4,280人。郵便番号は810-0073。

## 地理
舞鶴は福岡市中央区の町名。東は天神万町通り（親不孝通り）を挟んで天神、西は大手門、
南は昭和通りを挟んで大名・赤坂、北は那の津通りを挟んで長浜と隣接する。東から順に一丁目、二丁目、三丁目と並ぶ。

## 歴史

### 地名の由来
福岡城の別名「舞鶴城」に由来する。

### 町名の変遷
| 実施後     | 町名町界整理 実施年月日   | 実施前                                          |
| ---------- | ------------------------- | ----------------------------------------------- |
| 舞鶴一丁目 | 1964年（昭和39年）6月15日 | 万町*・船町・東職人町・上名島町*・長浜町二丁目* |
| 舞鶴二丁目 | 1964年（昭和39年）6月15日 | 西職人町・呉服町*・長浜町三丁目*                |
| 舞鶴三丁目 | 1964年（昭和39年）6月15日 | 浜町・本町*・魚町*・長浜町四丁目*               |

*が付いているものはその一部、それ以外は全域が実施後の街区に含まれる事を表す。

なお、町名町界整理実施以前に存在した舞鶴町は現在の舞鶴とは別の場所であり、整理実施後は港二丁目の一部となっている。

## 人口
舞鶴一丁目から三丁目までを合わせた人口の推移を福岡市の住民基本台帳（公称町別）に基づき示す（単位：人）。集計時点は各年9月末現在である。
- 2001年（平成13年）：2,528
- 2002年（平成14年）：2,515
- 2003年（平成15年）：2,479
- 2004年（平成16年）：2,617
- 2005年（平成17年）：2,911
- 2006年（平成18年）：3,089
- 2007年（平成19年）：3,249
- 2008年（平成20年）：3,342
- 2009年（平成21年）：3,396
- 2010年（平成22年）：3,424
- 2011年（平成23年）：3,452
- 2012年（平成24年）：3,612
- 2013年（平成25年）：3,693
- 2014年（平成26年）：3,756
- 2015年（平成27年）：3,890
- 2016年（平成28年）：3,864
- 2017年（平成29年）：3,856
- 2018年（平成30年）：3,926
- 2019年（令和元年）：3,953
- 2020年（令和2年）：4,190
- 2021年（令和3年）：4,199
- 2022年（令和4年）：4,275

## 交通

### バス
- 西鉄バス
  - 那の津通り：長浜一丁目 - 長浜二丁目 - 港一丁目
  - 昭和通り：舞鶴一丁目 - 法務局前

### 道路
- 市道千鳥橋唐人町線（那の津通り、長浜通り）
- 昭和通り
- 市道長浜博多駅1号線（大正通り）
- 福岡市道舞鶴薬院線（親不孝通り）

道路の写真
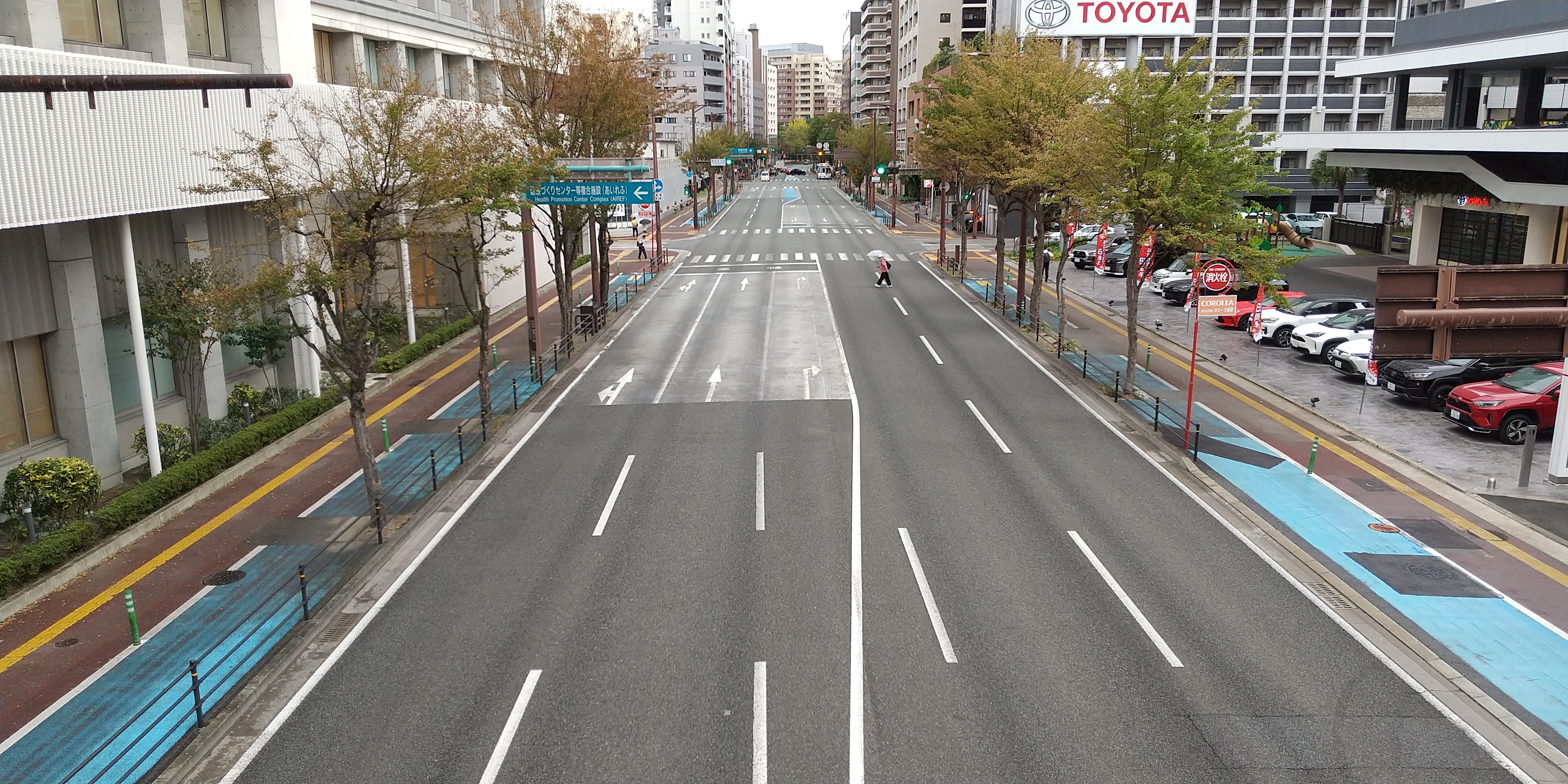
那の津通り（舞鶴小学校前交差点の西側、左：舞鶴、右：長浜）
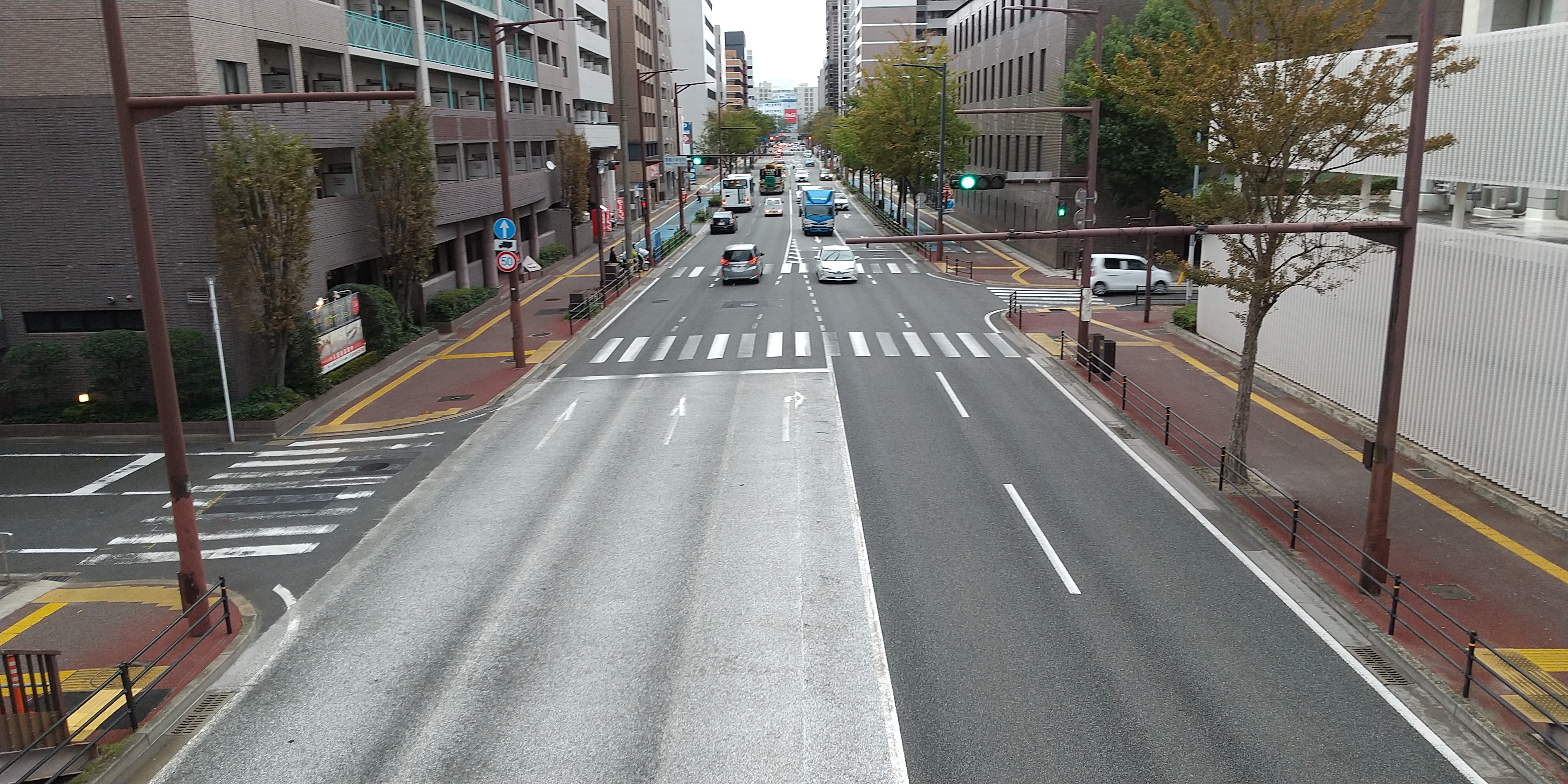
那の津通り（舞鶴小学校前交差点の東側、福岡市中央区、左：長浜、右：舞鶴）
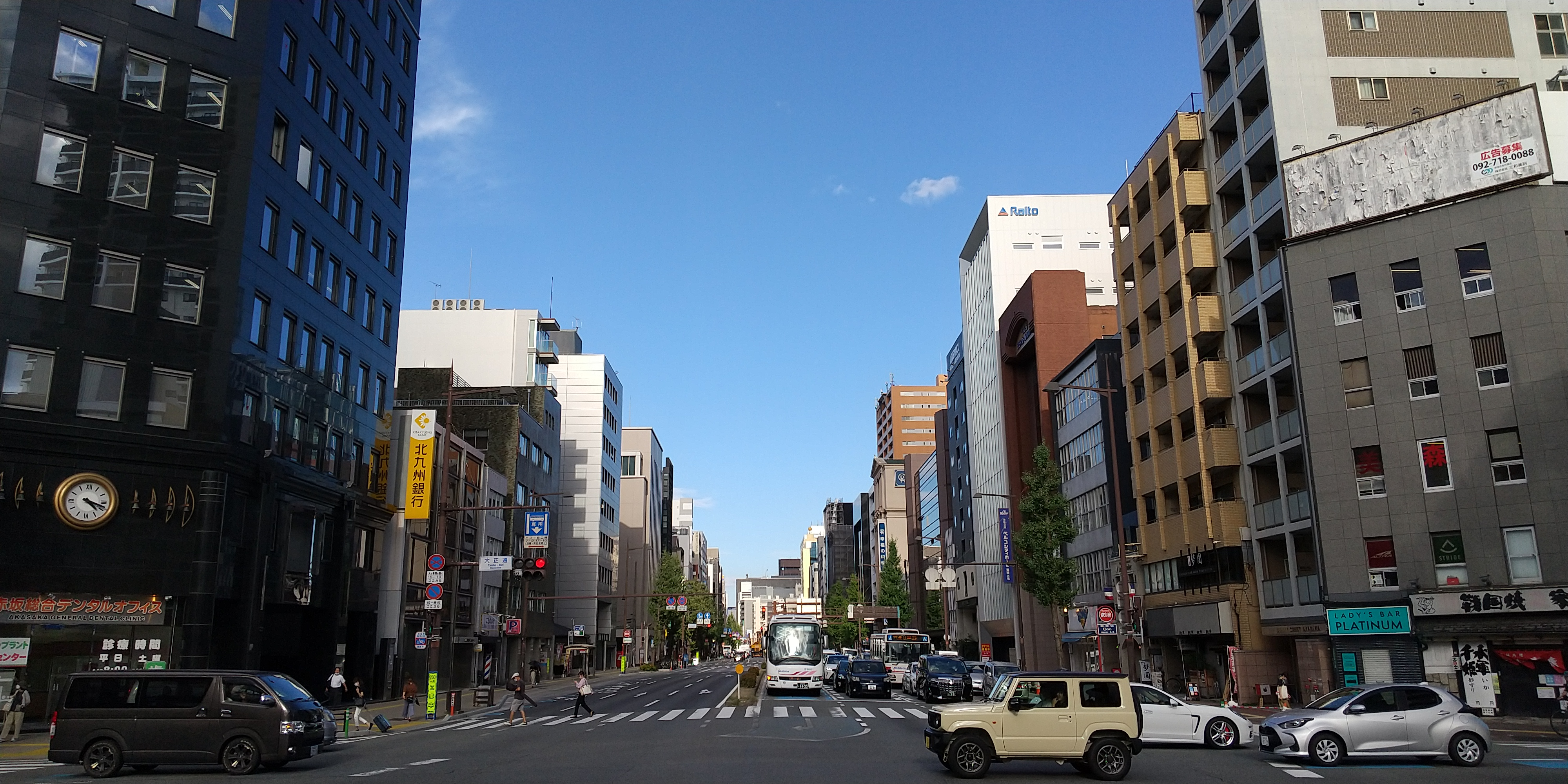
昭和通り（大正通交差点の東側、福岡市中央区、左：舞鶴、右：大名）

## 施設

### 公共・公益施設
- 福岡法務局
- 福岡出入国在留管理局
- 福岡市消防局
- 福岡市健康づくりセンターあいれふ
- 福岡市中央区保健福祉センター
- 舞鶴公民館[注釈 1]
- 長浜公園
- 浜の町公園

なお、舞鶴にあった福岡高等検察庁、福岡地方検察庁及び福岡区検察庁は2019年（令和元年）9月17日に六本松へ移転した。

主な公共・公益施設の写真
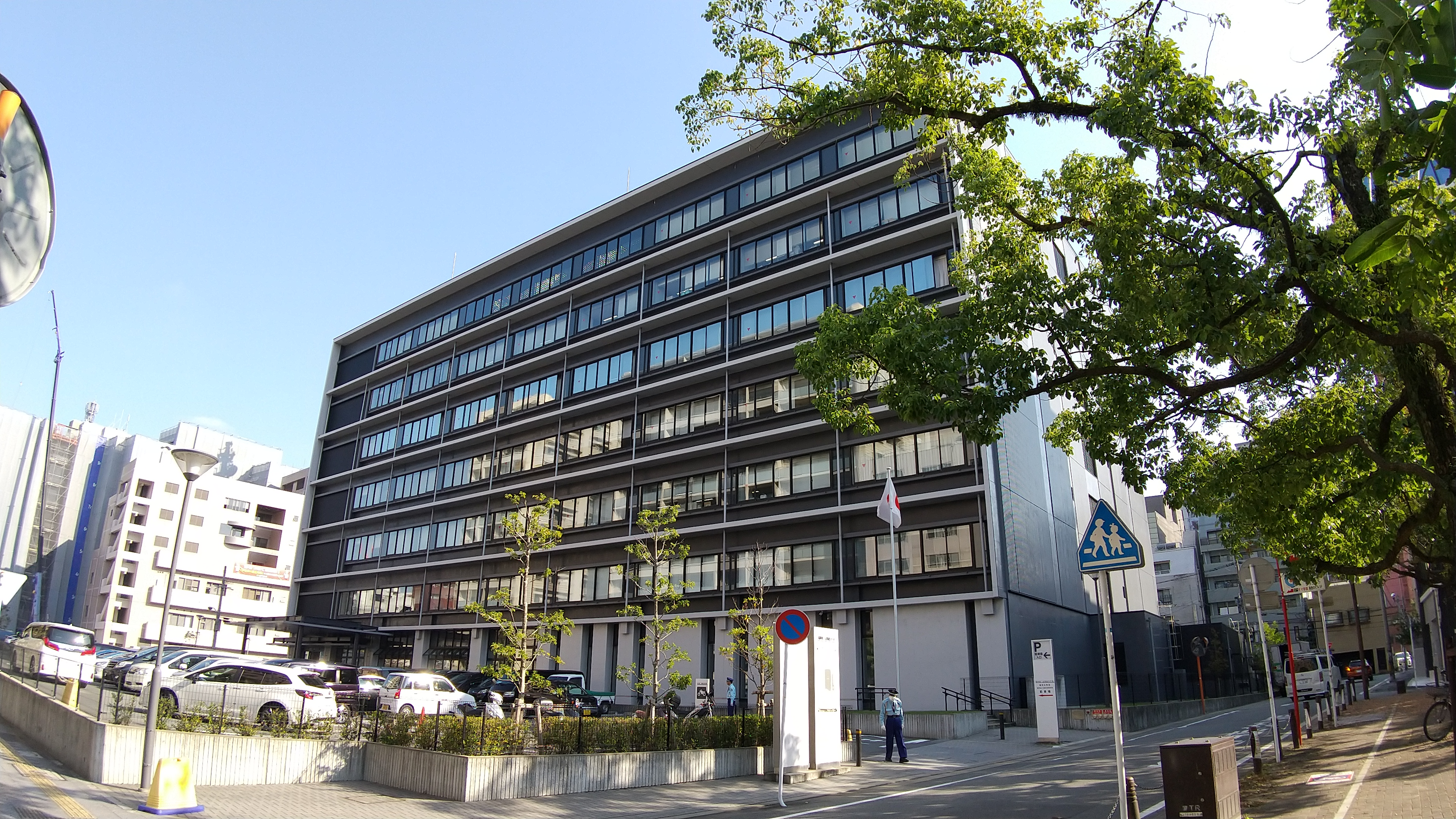
福岡法務局
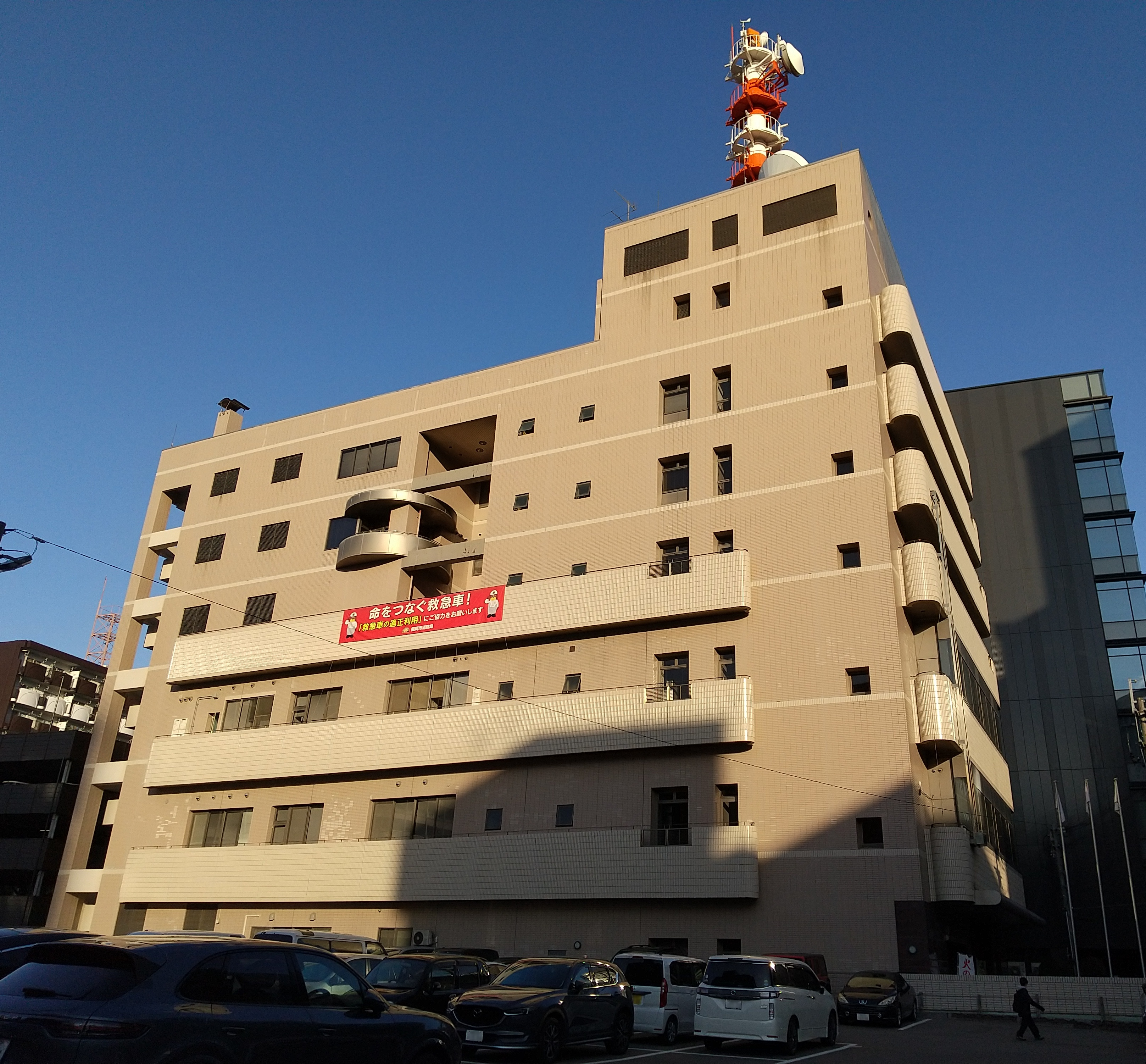
福岡市消防局
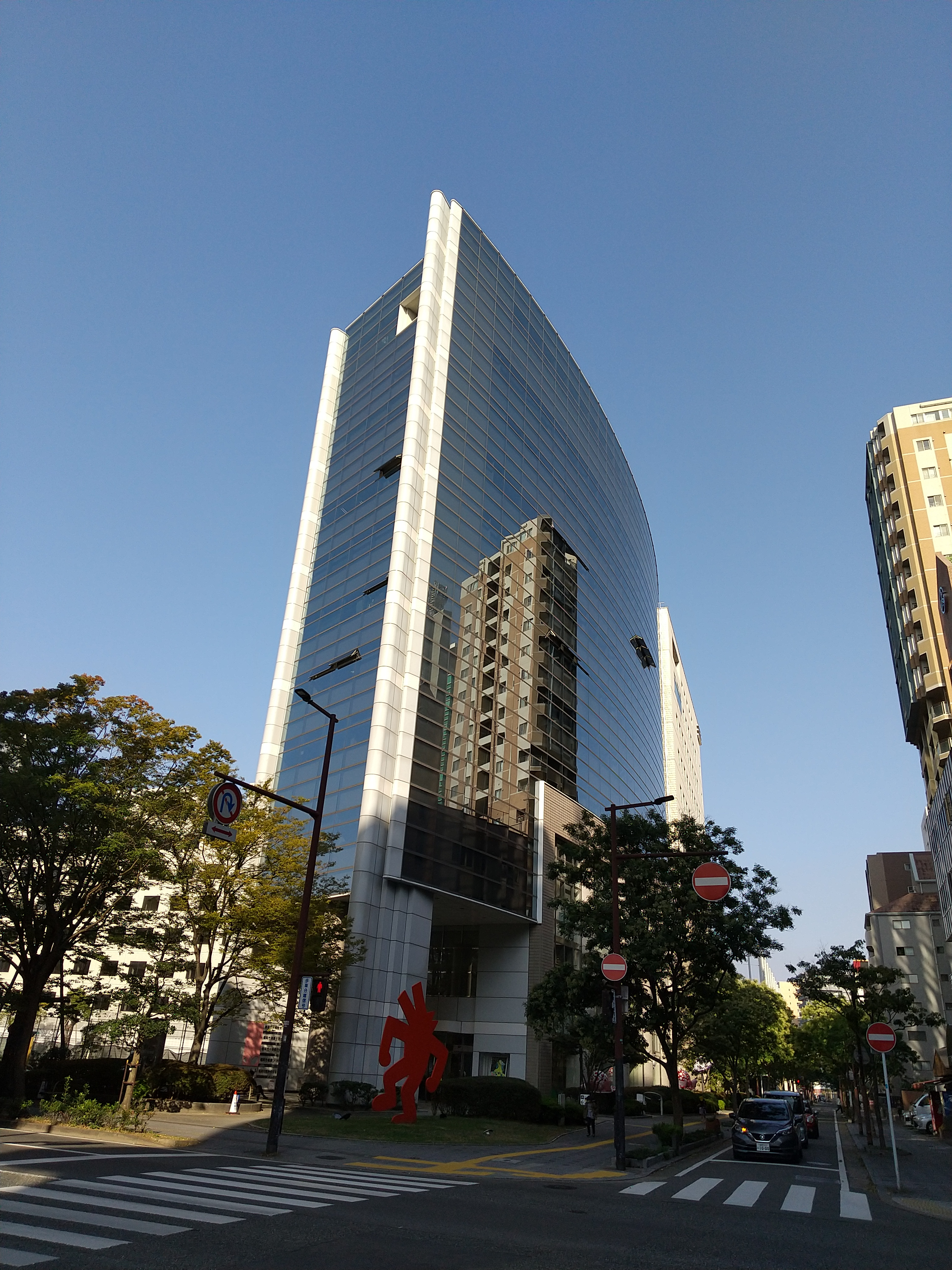
あいれふ
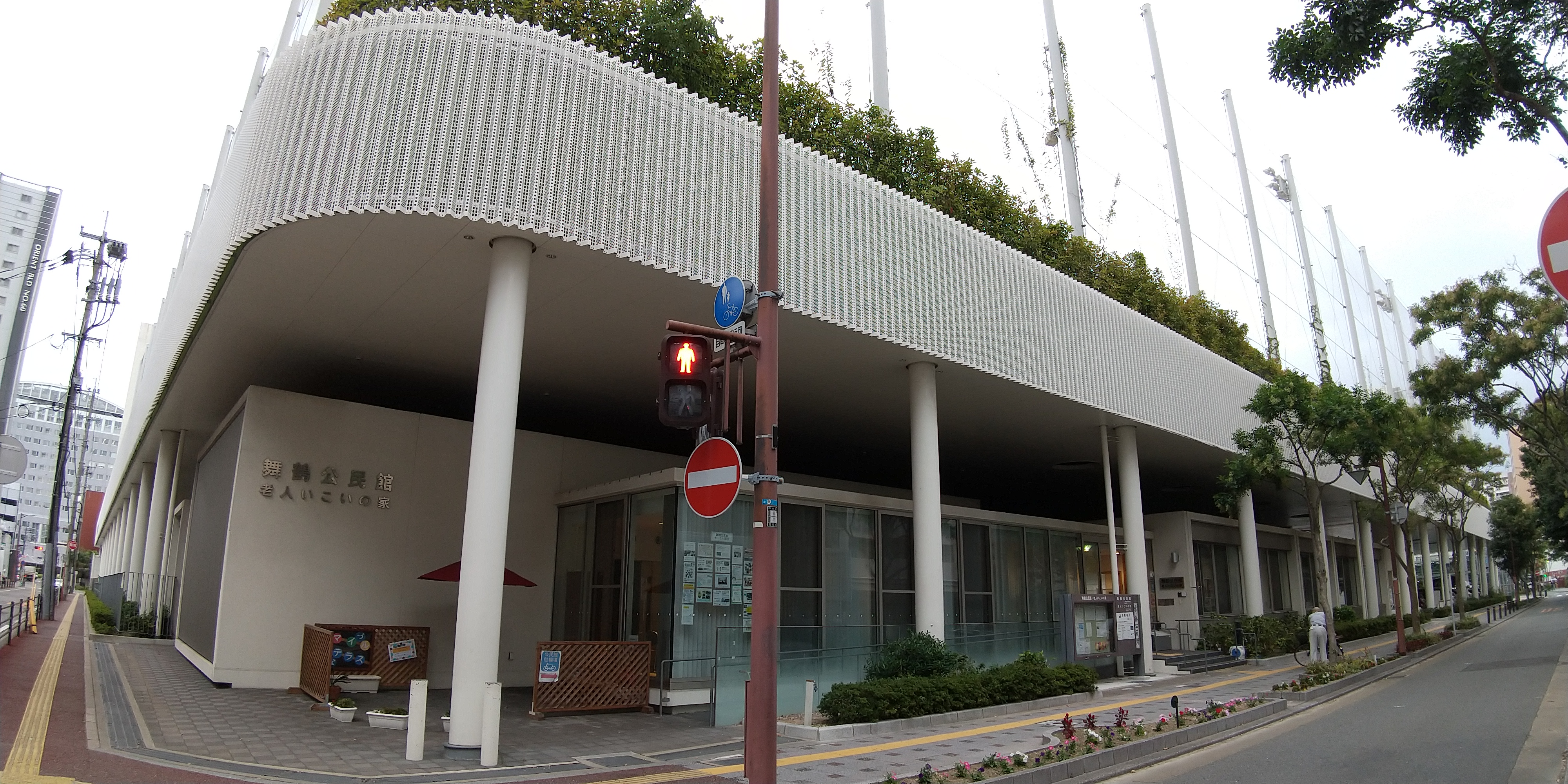
舞鶴公民館

### 教育施設
小・中学校については、次の学校が町内にあり、町内の住民はその校区に属する。
- 福岡市立舞鶴小中学校[注釈 2]

### その他の施設
- 九州英数学舘

## 治安
舞鶴1丁目及び2丁目は、福岡県暴力団排除条例に基づき、暴力団排除特別強化地域に指定されており、暴力団と飲食店等との間でみかじめ料のやりとり、便宜供与などが禁止されている（双方に罰則が有り）。また、地域内に営業所を置く特定接客業者は、所定の標章を掲示することで暴力団員の立入りを禁止することができる。

## 名所・旧跡
- 黒田家濱町別邸跡碑[13]

## 出身・ゆかりのある人物
- 舞鶴よかと - 同地生まれ[14]のバーチャルYouTuber。